# Gelblau
Gel[:b]lau ist ein zweisprachig ukrainisch-deutsch, vierteljährlich erscheinendes Journal.

## Geschichte und Charakterisierung
Das erste zweisprachige ukrainisch-deutsche Journal wurde 2016 von den Ukrainern Kseniya Fuchs, Ilona Uschenina, Anton Wlasenko und anderen in Stuttgart gegründet. Die verlegerische Verantwortung trägt das Stuttgarter Ukrainische Atelier für Kultur & Sport e. V., dessen Vorsitzende Fuchs ist.
Das Ziel der Zeitschrift Gel[:b]lau ist es, in den illustrierten Ausgaben viermal pro Jahr dem deutschen und ukrainischen Publikum auf interessante und freche Art Kenntnisse über die Kultur der Ukraine einschließlich der Erfahrungen von Ukrainern in der vornehmlich deutschsprachigen Diaspora zu vermitteln. Unter anderem schreiben für die 64-seitige Zeitschrift auch Übersetzer und Verleger.
Gel[:b]lau, das zugleich auch in elektronischer Version zirkuliert, wird vom Generalkonsulat der Ukraine in München und ukrainischen Freunden finanziell unterstützt, liegt in den Konsulaten der Ukraine aus und wird regelmäßig auf den deutsche Buchmessen in Frankfurt und Leipzig präsentiert. Das in eckige Klammern gestellte „b“ mit Doppelpunkt im Namen der Zeitschrift steht für das Smiley-Zeichen für „Frechheit“.